# 매리너 3호
매리너 3호(영어: Mariner 3)는 첫 화성 접근 통과를 목적으로 한 매리너 계획의 화성 탐사선이다. 1964년 11월 5일에 발사되었지만, 로켓의 첨단에 있는 슈라우드(덮개)를 완전히 열지 못해 화성에는 도달할 수 없었다. 태양 전지판에서 전력이 공급되지 않았기 때문에 배터리가 소모됨과 동시에 기능이 정지해 현재는 태양 주회 궤도 상에 있다. 발사 3주일 후인 1964년 11월 28일에 동형의 매리너 4호의 발사가 성공해, 화성으로 향하는 8개월간의 비행에 돌입했다.

## 같이 보기
- 화성 탐사
- 매리너 계획
- 매리너 4호